# Michael Caton-Jones
Michael Caton-Jones (nacido como Michael Jones; 15 de octubre de 1959) es un director de cine escocés, responsable de películas como Scandal, Rob Roy, Memphis Belle y The Jackal. Nació en Broxburn, West Lothian, Escocia.

## Biografía
Asistió a la St. Mary's Academy en Bathgate, y se recibió de la National Film and Television School en Beaconsfield, Buckinghamshire, Reino Unido.
Jones se casó con Beverly Caton y ambos cambiaron sus apellidos a Caton-Jones. Tienen dos hijas, Daisy, que nació mientras asistía a la escuela de cine, y Molly, nacida en 1990. Jones y Caton se divorciaron en el 2000 y contrajo matrimonio con Laura Viederman, con quien tiene dos hijos, Romy y Charlie. Caton-Jones ha sido seguidor del Celtic F.C. durante toda su vida.

## Premios
Su película Basic Instinct 2 ganó varios Razzies en la ceremonia del año 2007.

## Filmografía
- Scandal (1989)
- Memphis Belle (1990)
- Doc Hollywood (1991)
- This Boy's Life (1993)
- Rob Roy (1995)
- The Jackal (1997)
- City by the Sea (2002)
- Shooting Dogs (2005)
- Basic Instinct 2 (2006)